# Teaca
Teaca è un comune della Romania di 6015 abitanti, ubicato nel distretto di Bistrița-Năsăud, nella regione storica della Transilvania.
Il comune è formato dall'unione di 6 villaggi: Archiud, Budurleni, Ocnița, Pinticu, Teaca, Viile Tecii.